# Andris Vosekalns
Andris Vosekalns, né le 26 juin 1992 à Alūksne, est un coureur cycliste letton, membre de l'équipe Hengxiang depuis 2018.

## Biographie
Andris Vosekalns naît le 26 juin 1992 à Alūksne.
Membre de Alpha Batic-Unitymarathons.com en 2011, il entre dans l'équipe Rietumu-Delfin en 2012.

## Palmarès
- 2010[1]
  -  Champion de Lettonie sur route juniors
  -  Champion de Lettonie du contre-la-montre juniors
  - 2e du Tour de la région de Łódź
- 2011
  - Riga Grand Prix
  - 3eb étape du Saaremaa Velotuur
  - 2e du championnat de Lettonie du contre-la-montre espoirs
- 2012
  - 2e du championnat de Lettonie du contre-la-montre espoirs
- 2014
  -  Champion de Lettonie sur route
  -  Champion de Lettonie sur route espoirs
  - 2e étape de la XSports Kauss Cup
  - 2e du championnat de Lettonie du contre-la-montre espoirs
- 2017
  - 2e du Szlakiem Wielkich Jezior
- 2019
  -  Médaillé d'or de la course en ligne par équipes des Jeux mondiaux militaires
  -  Médaillé d'argent de la course en ligne des Jeux mondiaux militaires
- 2020
  -  Champion de Lettonie du contre-la-montre
- 2021
  - 3e du championnat de Lettonie du contre-la-montre

## Classements mondiaux
| Année                                 | 2011  | 2012 | 2013 | 2014 | 2015 | 2016  | 2017 | 2018  | 2019  | 2020 | 2021 | 2022  | 2023  | 2024  |
| ------------------------------------- | ----- | ---- | ---- | ---- | ---- | ----- | ---- | ----- | ----- | ---- | ---- | ----- | ----- | ----- |
| Classement mondial                    |       |      |      |      |      | 2372e | 771e | 2385e | 2410e | 428e | 728e | 2885e | 2592e | 1517e |
| UCI Europe Tour                       | 1222e | 390e | nc   | 326e | 802e | 1861e | 476e | 1589e | 1541e | 352e | 573e | 1732e | nc    | nc    |
| UCI Asia Tour                         | nc    | nc   | nc   | nc   | nc   | 568e  | nc   | nc    |       |      |      |       |       |       |
|                                       |       |      |      |      |      |       |      |       |       |      |      |       |       |       |
| Légende : nc = non classéSource : UCI |       |      |      |      |      |       |      |       |       |      |      |       |       |       |